# Forbes
Forbes este o editură americană, cunoscută în special pentru revista cu același nume, publicată o dată la două săptămâni. Publicația este binecunoscută pentru listele pe care le întocmește anual: Forbes 400 — lista celor mai bogați americani, Forbes Global 2000 — lista celor mai mari companii din lume și Lista miliardarilor — lista celor mai bogați 100 de oameni ai planetei.
Compania Forbes a fost înființată în anul 1917 de către B. C. Forbes, aflat la conducere până la moartea sa, în anul 1954. În continuare, Forbes a rămas o afacere de familie, evaluată în anul 2006 la 1 miliard de dolari americani, ale cărei venituri din publicitate erau evaluate la 250 de milioane de dolari anual.
Competitorii principali sunt revistele Fortune, de asemenea publicată o dată la două săptămâni și care publică anual liste similare, BusinessWeek și The Economist. 
Revista a avut în anul 2005 un tiraj mediu de 894.886 de exemplare.
Tematica principală a revistei sunt afacerile, banii, oamenii de afaceri, liderii din spatele companiilor, etc.

## Forbes în România
Revista Forbes a fost lansată în România în 23 martie 2009,
de trustul de presă Adevărul Holding, fiind cea de-a zecea ediție internațională a Forbes și singura ediție care are aceeași periodicitate ca Forbes SUA (bilunară).
Tirajul a fost la primul număr de 63.500 de exemplare, (din care 4.623 gratuite, și 19.190 vândute), ajungând în ianuarie 2010 la 21.000 de exemplare. În 2021, Forbes România lansează FORBES ROMÂNIA BEST CITIES FOR BUSINESS, un prim „turneu” prin orașele Craiova, Cluj-Napoca, Brașov și Iași.
În prezent revista Forbes este editată în România de BP Publishing Media SRL.